# Gestra AG
Die Gestra AG ist ein ehemals börsennotierter deutscher Produzent von Armaturen und Regelungstechnik mit Sitz in Bremen. Gestra gehört zur britischen Spirax-Sarco.
Das Unternehmen entwickelt, produziert und vertreibt Armaturen wie Kondensatableiter und Rückschlagarmaturen, elektronische Produkte zur Kesselautomatisierung sowie Spezialbehälter für das Dampf- und Kondensatmanagement.

## Geschichte
1902 gründeten Gerdts & Strauch das Unternehmen, das fünf Jahre später in Gustav F. Gerdts KG umbenannt wurde. 1951 wurde das Produktionsunternehmen Technova gegründet, 1956 die Gestra France. Weitere Töchter folgten 1961 mit der Gestra Italia, England, Española und Sudamericana. Ein Jahr später wurde das Unternehmen zur Gustav F. Gerdts GmbH & Co. KG. Die Gestra KSB Vertriebsgesellschaft, ein Gemeinschaftsunternehmen mit der KSB Aktiengesellschaft wurde 1968 ins Leben gerufen, die Gestra Inc. in den USA 1976.
1983 folgte eine Umfirmierung zur Gestra AG mit Ankauf der KSB-Geschäftsanteile und der Börsengang. Das Unternehmen wurde fünf Jahre später durch die britische Siebe (seit 1999 Invensys) übernommen. 1994 kam es zur Eingliederung der UNIVAM und 1995 der P&W Ventil- und Regler-Service GmbH. 1997 wurde Gestra von der Börse genommen und in eine GmbH gewandelt.
2002 kam Gestra mit dem Verkauf des gesamten Bereichs Invensys Flow Control zu Flowserve. 2004 erfolgte eine erneute Umwandlung in eine AG.
2017 wurde Gestra von Flowserve an Spirax-Sarco verkauft.

## Sonstiges
Die Lokomotive Nr. 1 der Kleinbahn Bremen–Tarmstedt Jan Reiners wurde 1966 von der Gustav F. Gerdts GmbH & Co. KG an den Bürgerverein Findorff übergeben, der sie im Bereich des ehemaligen Bahnhofs Hemmstraße als Denkmal aufstellte. Für gut zehn Jahre war die ausrangierte Kleinbahnlok bei der Gestra als Dampfdruckkessel für die Dampfversorgung eingesetzt.